# Conteville (Calvados)
Pour les articles homonymes, voir Conteville.
Conteville est une ancienne commune française, située dans le département du Calvados en région Normandie, peuplée de 89 habitants.
Conteville, ainsi qu'Airan, Billy, Fierville-Bray et Poussy-la-Campagne, sont devenues des communes déléguées, lorsqu'elles se sont regroupées, le 1er janvier 2017, pour former la commune nouvelle de Valambray. Le chef-lieu de la nouvelle commune se situe à Airan.
Le gentilé est Contevillais.

## Géographie

### Localisation
La commune est en plaine de Caen. Son bourg est à 6,5 km au sud-est de Bourguébus, à 9,5 km au nord-est de Bretteville-sur-Laize, à 15 km à l'ouest de Mézidon-Canon et à 16 km au sud-est de Caen.
| Garcelles-Secqueville                            | Chicheboville      | Chicheboville      |
| Garcelles-Secqueville, Saint-Aignan-de-Cramesnil | Conteville         | Billy              |
| Saint-Aignan-de-Cramesnil                        | Poussy-la-Campagne | Poussy-la-Campagne |

## Toponymie
Le nom de la localité est attesté sous la forme Contevilla en 1040. Le second élément est l'ancien français ville dans son sens originel de « domaine rural ». Pour le premier élément, les hypothèses avancées sont soit le titre de noblesse comte soit un patronyme tel que Lecomte,.

## Politique et administration
| Période                                  | Période       | Identité       | Étiquette | Qualité |
| ---------------------------------------- | ------------- | -------------- | --------- | ------- |
| Les données manquantes sont à compléter. |               |                |           |         |
| (avant 2001)                             | décembre 2016 | André Dubreuil | SE        |         |

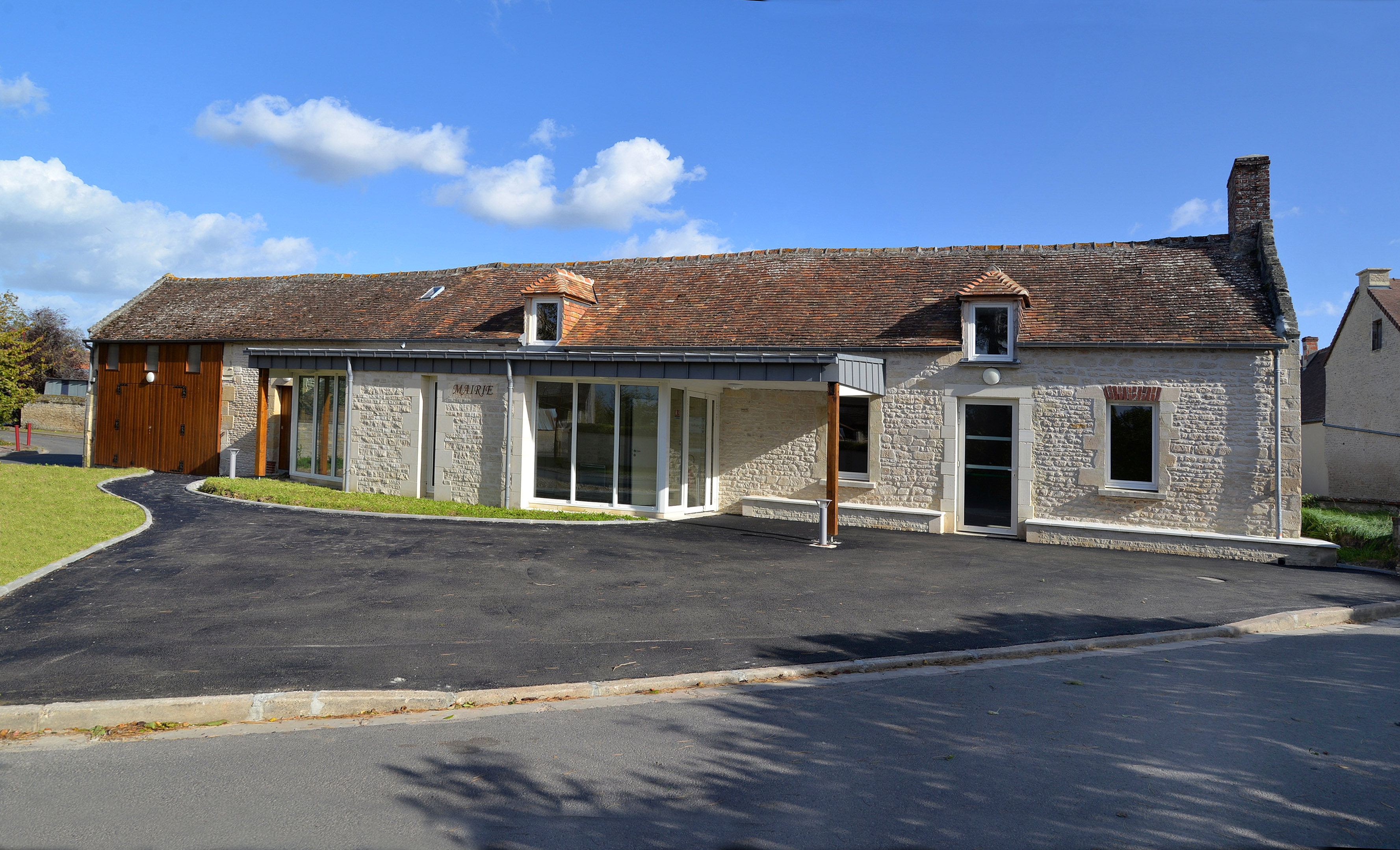
La mairie.

Le conseil municipal était composé de huit membres (pour onze sièges) dont le maire et deux adjoints.

## Population et société

### Démographie
L'évolution du nombre d'habitants est connue à travers les recensements de la population effectués dans la commune depuis 1793. À partir du 1er janvier 2009, les populations légales des communes sont publiées annuellement dans le cadre d'un recensement qui repose désormais sur une collecte d'information annuelle, concernant successivement tous les territoires communaux au cours d'une période de cinq ans. 
Pour les communes de moins de 10 000 habitants, une enquête de recensement portant sur toute la population est réalisée tous les cinq ans, les populations légales des années intermédiaires étant quant à elles estimées par interpolation ou extrapolation. Pour la commune, le premier recensement exhaustif entrant dans le cadre du nouveau dispositif a été réalisé en 2007,.
En 2021, la commune comptait 89 habitants, en évolution de −8,25 % par rapport à 2015 (Calvados : +1,58 %, France hors Mayotte : +2,49 %).
| 1793 | 1800 | 1806 | 1821 | 1831 | 1836 | 1841 | 1846 | 1851 |
| ---- | ---- | ---- | ---- | ---- | ---- | ---- | ---- | ---- |
| 128  | 116  | 132  | 136  | 128  | 116  | 144  | 153  | 135  |

| 1856 | 1861 | 1866 | 1872 | 1876 | 1881 | 1886 | 1891 | 1896 |
| ---- | ---- | ---- | ---- | ---- | ---- | ---- | ---- | ---- |
| 138  | 132  | 114  | 117  | 112  | 108  | 112  | 109  | 91   |

| 1901 | 1906 | 1911 | 1921 | 1926 | 1931 | 1936 | 1946 | 1954 |
| ---- | ---- | ---- | ---- | ---- | ---- | ---- | ---- | ---- |
| 82   | 75   | 87   | 78   | 90   | 64   | 70   | 92   | 89   |

| 1962 | 1968 | 1975 | 1982 | 1990 | 1999 | 2007 | 2012 | 2017 |
| ---- | ---- | ---- | ---- | ---- | ---- | ---- | ---- | ---- |
| 69   | 74   | 69   | 57   | 80   | 82   | 98   | 102  | 99   |

| 2019 | - | - | - | - | - | - | - | - |
| ---- | - | - | - | - | - | - | - | - |
| 91   | - | - | - | - | - | - | - | - |

## Culture locale et patrimoine

### Lieux et monuments
- Église des Saints-Innocents du XIIe siècle.

### Personnalités liées à la commune
- Georges Foch, marin disparu lors du torpillage du Meknès le 24 juillet 1940.